# Bernard Kirschenbaum

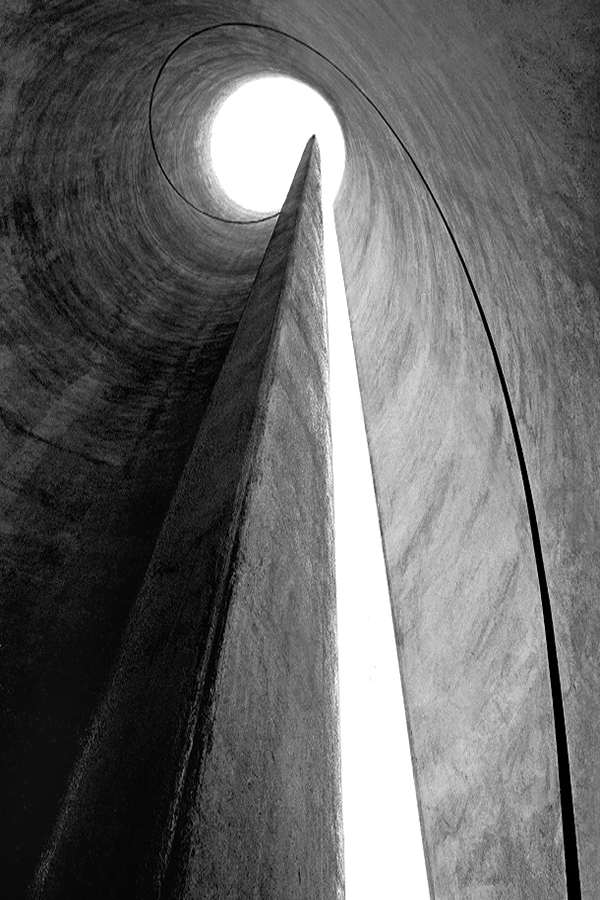
Bernard Kirschenbaums Spiral. Malmö 1987.

Bernard Edwin Kirschenbaum, född 3 september 1924 i New York, död 16 februari 2016 i New York var en amerikansk-svensk konstnär. 
Under åren 1985-91 var han professor vid Kungliga Konsthögskolan i Stockholm. Kirschenbaum finns representerad vid bland annat Göteborgs konstmuseum 
Bernard Kirschenbaum var från 1958 till sin död gift med den amerikanska konstnärinnan Susan Weil.

## Offentliga verk i urval
- Spiral, betong, 1987, Malmö